# Tajemství domu Usherů
Tajemství domu Usherů (House of Usher, tj. Dům Usherů) je americký hraný film z roku 2008, který režíroval David DeCoteau. Film byl natočen na motivy povídky Edgara Allana Poea Zánik domu Usherů.

## Děj
Victor Reynolds přijíždí na pozvání na návštěvu ke svému dávnému příteli Roderickovi Usherovi, který žije se svou sestrou Madeline a služebnictvem ve starém rodinném sídle. Victor s Roderickem obnoví svůj milenecký vztah, nicméně Victor má z pobytu v domě zvláštní pocit. Neobvyklé zvuky, hlasy a události, jichž je svědkem, ho přivedou na tajemství, které projuje rod Usherů a jejich dům v jeden doposud živý, avšak momentálně umírající organismus.

## Obsazení
| Michael Cardelle | Victor Reynolds     |
| Frank Mentier    | Roderick Usher      |
| Jaimyse Haft     | Madeline Usher      |
| Jack Carlisle    | Markus              |
| Taylor M. Graham | Danny               |
| Bart Voitila     | Sam                 |
| Daniel Fugardi   | Casper              |
| Jill Jacobson    | ošetřovatelka Cabot |
| Ian Shaw         | vypravěč            |